# Jingle Bell Rock
Singles de Bobby Helms
My Special Angel
(1957) Just a Little Lonesome
(1958)
Jingle Bell Rock est une chanson de Noël, initialement enregistrée et publiée en 1957 par le chanteur américain Bobby Helms. C'était un chanteur de country nouvellement apparu sur la scène publique, mais il avait déjà connu un certain succès.
Aux Etats-Unis, la chanson est parue en single deux jours avant Noël 1957 et a atteint la 6e place sur le Top 100 de Billboard. Il y a eu une réédition qui est sortie pour Noël de l'année suivante et a atteint les charts à nouveau. Une autre réédition est faite pour Noël de 1960, et la chanson entre à nouveau dans les charts.
Le 4 janvier 2020, le titre atteint la troisième position du Top 100 de Billboard.

## Reprises
- 1964 - Brenda Lee
- 1992 - Randy Travis, extrait de son album A Very Special Christmas 2
- 2021 - The Vivienne et Tia Kofi[3]
- 2022 - Lindsay Lohan, extrait de la bande originale du film Falling for Christmas[4]
- 2023 - Tarja Turunen, extrait de son album Dark Christmas[5]